# Rogozinovo, Haskovo
Rogozinovo (în bulgară Рогозиново) este un sat în comuna Harmanli, regiunea Haskovo,  Bulgaria. 

## Demografie
Componența etnică a satului Rogozinovo
     Bulgari (100%)
     Nicio identificare (0%)
     Altele (0%)
La recensământul din 2011, populația satului Rogozinovo era de 153 locuitori. Din punct de vedere etnic, toți locuitorii erau bulgari.